# NGC 2468
NGC 2468 (również PGC 22325 lub UGC 4110) – galaktyka soczewkowata (S0), znajdująca się w gwiazdozbiorze Rysia. Odkrył ją Heinrich Louis d’Arrest 1 stycznia 1865 roku.